# 斯特留科韋 (貝雷濟夫卡區)
47°22′31″N 30°34′29″E / 47.37528°N 30.57472°E
斯特留科韋（烏克蘭語：Стрюкове）是位於烏克蘭西南部的村莊，由敖德萨州贝雷济夫卡区的斯特留科韋市鎮負責管轄，並為該市鎮的行政中心。該村始建於1895年，面積3.4平方公里，海拔高度21米，2011年人口1,871。